# هریت بیچر استو
هریت الیزابت بیچر استو (به انگلیسی: Harriet Beecher Stowe) (زادهٔ ۱۴ ژوئن ۱۸۱۱ کنتاکی – درگذشته ۱ ژوئیهٔ ۱۸۹۶) از نامی‌ترین نویسندگان ادبیات پایداری سیاهان و از هواداران فعال لغو بردگی در ایالات متحده آمریکا به‌شمار می‌رود.

## زندگی

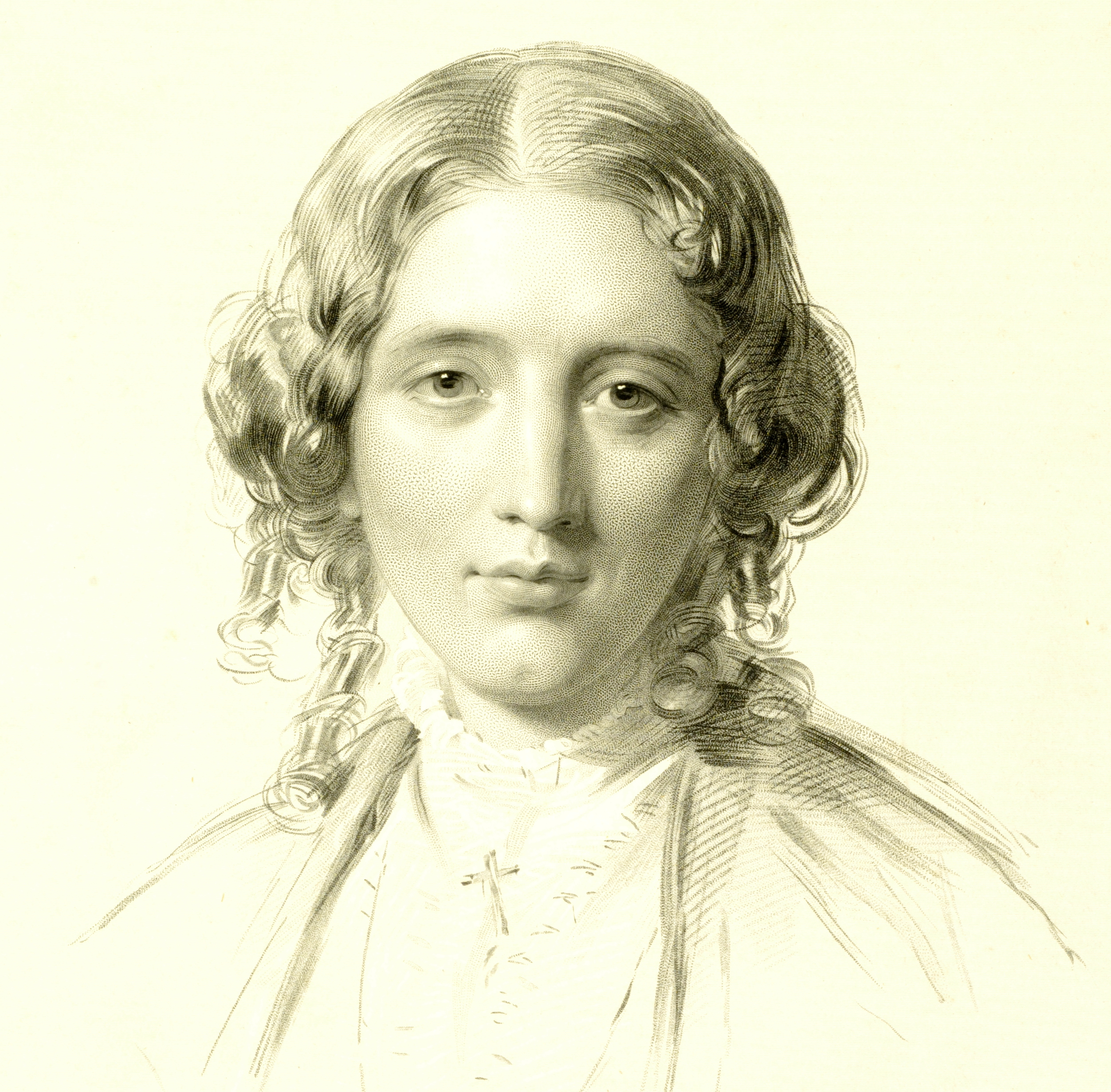
در جوانی

هریت در خانواده‌ای مذهبی و تهی‌دست در روستای «لیچفیلد» ایالت کنتاکی آمریکا چشم به جهان گشود. پدرش مردی روحانی بود و هفت برادر و دو خواهر داشت. برادرانش همگی وارد خدمات مذهبی شدند و خواهر بزرگ‌ترش مدیر یک دبستان شد. وی نیز از ۱۳ سالگی در مدرسهٔ خواهرش به تدریس پرداخت.
هریت در ۲۱ سالگی به همراه خانواده‌اش به اوهایو سفر کرد و در آن‌جا نیز به تدریس مشغول شد. در ضمن به فراگیری زبان‌های ایتالیایی، فرانسوی و لاتین و آموزش نقاشی نیز پرداخت. وی در این سال‌ها از نزدیک شاهد زندگی سیاهان و ظلمی که بر آنان می‌رفت، بود. وضع برده‌داری در آن زمان تأثیر زیادی بر روحیه وی گذاشت و این امر باعث شد تا کتاب معروف کلبه عمو تام را به رشته تحریر درآورد و همین کتاب نیز باعث شهرت وی شد.

هریت در سال ۱۸۳۶ با کشیشی به نام «کالوین استو» ازدواج کرد. آن‌ها زندگی را با فقر آغاز کردند و صاحب هفت فرزند شدند. او در زمان انتشار کتاب کلبه عمو تام زنی ۴۰ساله و گمنام بود که پس از انتشار کتابش، نویسنده‌ای مشهور شد. هریت پس از تألیف کلبهٔ عمو تام، کتاب‌های دیگری نیز نوشت؛ ولی هیچ‌کدام از آن‌ها به اندازهٔ این کتاب شهرت جهانی نیافت.

پس از ۹ سال از انتشار کلبهٔ عمو تام و در سال ۱۸۶۱، جنگ داخلی آمریکا آغاز شد که سرانجام آن صدور فرمان لغو بردگی بود.
آبراهام لینکلن دربارهٔ او گفت که این زن کوچک جنگی بزرگ را آغاز کرد.